# Pavel Nešťák (1953)
Pavel Nešťák (2. května 1953) byl český hokejový obránce. Jeho synem je bývalý hokejový brankář Pavel Nešťák (* 1975). Jeho vnukem je hokejový brankář Pavel Nešťák (* 2003).

## Hokejová kariéra
V československé lize hrál za TJ Tesla Pardubice a TJ Zetor Brno. Odehrál 8 ligových sezón, nastoupil v 239 ligových utkáních, dal 11 ligových gólů a měl 31 asistencí. V nižších soutěžích hrál i za TJ Plastika Nitra, TJ ZVL Skalica, TJ Baník Hodonín a během vojenské služby za VTJ Příbram.

## Klubové statistiky
| Sezona    | Klub               | Soutěž  | Základní část | Základní část | Základní část | Základní část | Základní část |
| Sezona    | Klub               | Soutěž  | Z             | G             | A             | B             | TM            |
| --------- | ------------------ | ------- | ------------- | ------------- | ------------- | ------------- | ------------- |
| 1973/1974 | VTJ Příbram        | 3. liga | 28            | 4             | 6             | 10            | 22            |
| 1975/1975 | TJ Tesla Pardubice | 1. liga | 8             | 0             | 1             | 1             | 0             |
| 1975/1976 | TJ Tesla Pardubice | 1. liga | 11            | 0             | 0             | 0             | 2             |
| 1976/1977 | TJ Tesla Pardubice | 1. liga | 40            | 4             | 7             | 11            | 40            |
| 1977/1978 | TJ Tesla Pardubice | 1. liga | 44            | 4             | 8             | 12            | 48            |
| 1978/1979 | TJ Tesla Pardubice | 1. liga | 23            | 1             | 5             | 6             | 26            |
| 1979/1980 | TJ Tesla Pardubice | 1. liga | 41            | 0             | 2             | 2             | 36            |
| 1980/1981 | TJ Zetor Brno      | 2. liga | 40            | 8             | 16            | 24            | 30            |
| 1981/1982 | TJ Zetor Brno      | 1. liga | 41            | 1             | 5             | 6             | 30            |
| 1982/1983 | TJ Zetor Brno      | 1. liga | 31            | 1             | 3             | 4             | 30            |
| 1983/1984 | TJ Plastika Nitra  | 2. liga | -             | 5             | -             | -             | -             |
| 1984/1985 | TJ Plastika Nitra  | 2. liga | -             | 5             | 4             | 9             | -             |
| 1985/1986 | TJ ZVL Skalica     | 2. liga | -             | -             | -             | -             | -             |
| 1985/1986 | TJ Baník Hodonín   | 3. liga | 28            | 4             | -             | -             | -             |
| 1986/1987 | TJ Baník Hodonín   | 3. liga | 25            | 6             | 1             | 7             | -             |